# Abraham y Lot se separan

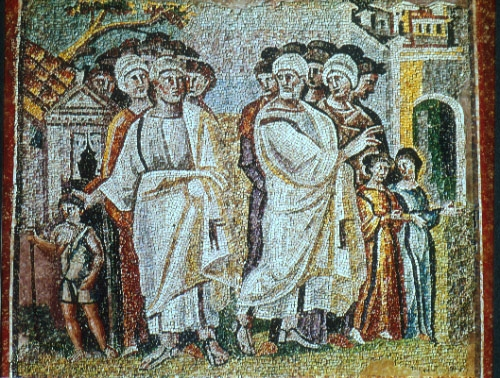
Mosaico de la nave central de Santa María la Mayor, representando a Abraham y su sobrino Lot. En torno a 432-440.

Abraham y Lot se separan es un mosaico ubicado en la nave central de Santa María la Mayor. Datado en el siglo V (432-440), forma parte de un ciclo de mosaicos cuya temática está basada en los cuatro episodios bíblicos sobre Abraham, Jacob, Moisés y su sucesor Josué. Su promotor fue el papa Sixto III.
La obra describe el momento de la separación de Abraham y su sobrino Lot en tierras de Canaán. Después de su viaje conjunto desde Mesopotamia, lugar de residencia original de ambos, los problemas causados por los manaderos debido al tamaño de los rebaños de ambos en relación con los recursos disponibles, causaron la separación de los patriarcas, escogiendo Lot la ciudad del valle del río Jordán, Sodoma, mientras que Abraham decidía dirigirse a Hebrón.